# José Vidro
José Angel Vidro Cetty (né le 27 août 1974 à Mayagüez, Porto Rico) est un joueur de deuxième but qui joue 12 saisons dans les Ligues majeures de baseball de 1997 à 2008, dont huit années avec les Expos de Montréal.
Vidro a remporté le Bâton d'argent du meilleur joueur offensif à sa position en 2003 et reçu trois sélections au match des étoiles. Il termine sa carrière avec une moyenne au bâton de ,298 et 1524 coups sûrs.

## Carrière

### Expos de Montréal
Né à Mayagüez, à Porto Rico, José Vidro sélectionné lors du sixième tour de repêchage amateur en 1992. Travaillant dans les ligues mineures, il a fait son début avec les Expos de Montréal le 8 juin 1997, d'abord comme joueur de troisième but. 
Avec une moyenne au bâton de .304 en 1998, il réussit tout aussi bien en 1999 et 2000, allant jusqu'au match des étoiles de la ligue. En 2002 et 2003, il remplace occasionnellement Vladimir Guerrero, considéré comme le joueur vedette de l'équipe

### Nationals de Washington
En 2005, Vidro s'est blessé et a seulement joué 87 parties avec les Nationals de Washington.

### Mariners de Seattle
Après la saison 2006, Vidro est échangé aux Mariners de Seattle.